# Liaquat Ali Kan
Liaqat Ali Khan (en urdu: لیاقت علی خان‎; octubre de 1895 – 16 de octubre de 1951), a menudo mencionado como Liaquat, fue uno de los principales Padres fundadores del Pakistán moderno, hombre de estado, abogado, y político que se convierte en el primer Primer Ministro de Pakistán, además fue el primer ministro de Defensa y fue el primer ministro de Finanzas de India, y ministro de Asuntos de Pakistán para el Commonwealth y Kachemira desde 1947 hasta su asesinato en 1951.
Nació y se crio en Karnal, Pnjab Oriental, Ali Khan se educa en la Aligarh Muslim University en India, y luego en la Universidad de Oxford en el Reino Unido. Sumamente instruido, fue un teórico político de la democracia islámica que promueve el parlamentarismo en India. Luego de que el Partido del Congreso lo invita a unirse a sus filas opta por enrolarse en las filas de la Liga Musulmana liderada por el influyente Mohammad Ali Jinnah que estaba propugnando y determinado a erradicar las injusticias y el trato duro para con los musulmanes indios por parte del gobierno británico. Jugó un rol destacado en los movimientos independentistas de India y Pakistán, mientras era el primer ministro de Finanzas del gobierno interino del Imperio Indio Británico, antes de la partición. Ali Khan ayudó a Jinnah en su campaña por la creación de un estado separado para los musulmanes indios.
Los antecedentes de Ali Khan le aseguraron ser designado como el primer Primer Ministro de Pakistán, pero su gobierno debió hacer frente a diversos desafíos e inacabables conflictos regionales en Kachemira con la India, haciendo que Ali Khan se acercara a su contra parte en India el primer ministro Jawaharlal Nehru para llegar a un acuerdo para finalizar con la violencia religiosa, pero Nehru derivó el problema hacia las Naciones Unidas. Generalmente anticomunista, la política exterior de Ali Khan se alineó con Estados Unidos y Occidente, si bien su política exterior estaba en parte determinada por el Movimiento de Países No Alineados. Enfrentando levantamientos políticos adversos internos en Balochistan, su gobierno sobrevivió a un intento de golpe de Estado de los socialistas y comunistas. Sin embargo, su influencia creció aún más luego de la muerte de Jinnah, y fue responsable de promulgar la Objectives Resolution. En 1951, en un cónclave político en Rawalpindi, Ali Khan fue asesinado por un asesino a sueldo llamado, Sa'ad Babrak.
Fue el Primer Ministro de Pakistán que ha estado más tiempo en su cargo, habiendo estado en el gobierno durante 1,524 días